# Ataenius freyi
Ataenius freyi är en skalbaggsart som beskrevs av Rudolph Petrovitz 1961. Ataenius freyi ingår i släktet Ataenius och familjen Aphodiidae. Inga underarter finns listade.